# Солера-де-Габальдон
Солера-де-Габальдон (ісп. Solera de Gabaldón) — муніципалітет в Іспанії, у складі автономної спільноти Кастилія-Ла-Манча, у провінції Куенка. Населення — 31 особа (2010).
Муніципалітет розташований на відстані близько 160 км на південний схід від Мадрида, 38 км на південь від Куенки.

## Демографія
Динаміка населення (INE ):